# Cmentarz wojenny nr 255 – Wietrzychowice
Cmentarz wojenny nr 255 – Wietrzychowice – austriacki cmentarz wojenny z okresu I wojny światowej znajdujący się we wsi Wietrzychowice w województwie małopolskim, w powiecie tarnowskim, w gminie Wietrzychowice. Jest jednym z 400 zachodniogalicyjskich cmentarzy wojennych zbudowanych przez Oddział Grobów Wojennych C. i K. Komendantury Wojskowej w Krakowie. W VIII okręgu brzeskim cmentarzy tych jest 52.

## Opis cmentarza
Znajduje się na cmentarzu parafialnym, w pobliżu kościoła. Jego projektantem był Johann Watzal. Cmentarz zbudowany jest na planie prostokąta. Ogrodzony jest charakterystycznym murem wykonanym z betonowych, ażurowych elementów. Wejście przez bramkę zamykaną dwuskrzydłową furtką z metalowych rur. Od bramy szeroka alejka prowadząca do pomnika centralnego. Jest to wkomponowany w tylne ogrodzenie cmentarza duży betonowy krzyż łaciński z betonowa ścianą, na której zamontowano tablicę inskrypcyjną z napisem:
„STRÖME BLUTES SIND GEFLOSSEN

STARKER FUHLT UNS DAS GESCHICK

TRÄNENSTRÖME SIND VERGOSSEN

KUHNER LEUCHTET UNSER BLICK

JUNG AUS EUREM HELDEN TOD

STIEG DES RECHTES MORGENROT!”
W wolnym przekładzie oznacza on: Płynęły rzeki krwi. Silniejszy był od nas los. Przelało się morze łez. Lecz śmielej patrzcie w przyszłość, bo z naszej bohaterskiej śmierci powstała jutrzenka wolności.
Po obu stronach alejki ustawiono w rzędach mogiły żołnierzy z nagrobkami w postaci różnego rodzaju żeliwnych krzyży osadzonych na betonowym cokole. Krzyże posiadają blaszane imienne tabliczki.

## Polegli
Pochowano tutaj 122 żołnierzy armii austro-węgierskiej. Zidentyfikowano 67. Wśród zidentyfikowanych większość zginęła w dniach 2–4 maja 1915 roku, a więc podczas wielkiej ofensywy sprzymierzonych wojsk austriacko-niemieckich zwanej bitwą pod Gorlicami. Podczas tej ofensywy doszło do przełamania frontu i Rosjanie przepędzeni zostali daleko na wschód. Wśród poległych są nazwiska polskie.

## Losy cmentarza
Austriacy rozpoczęli budowę cmentarza w 1915 roku, zaraz po wygranej bitwie pod Gorlicami. Rosnące na cmentarzu stare drzewa zasadzone zostały jeszcze podczas budowy. Z czasem jednak cmentarz uległ pod wpływem czynników przyrody częściowemu zniszczeniu. Wykonano generalny remont cmentarza. Alejki cmentarza wysypano tłuczniem i odnowiono wszystkie elementy cmentarza.Trawa jest koszona, cmentarz jest pielęgnowany i jest w bardzo dobrym stanie.

## Galeria zdjęć

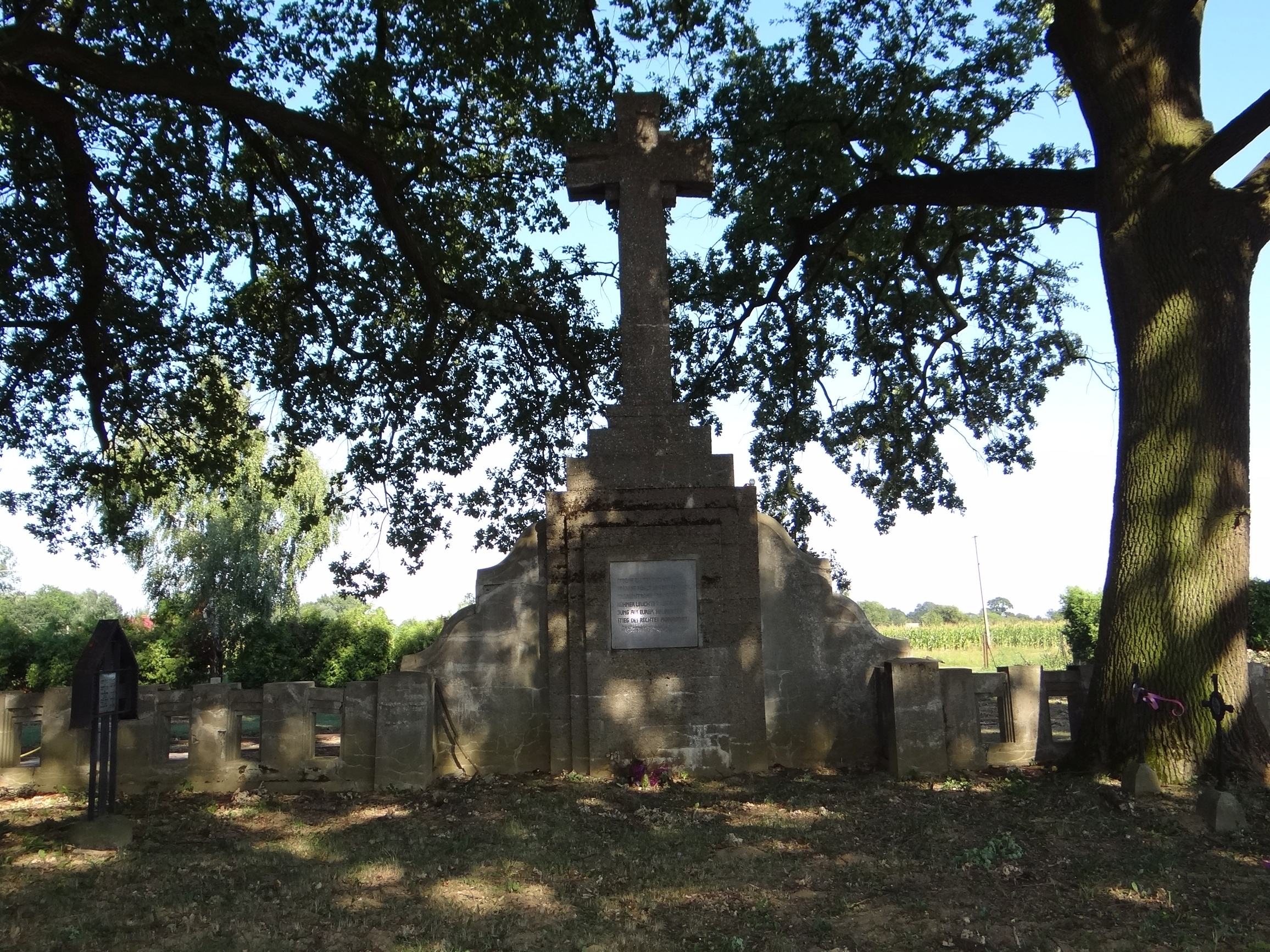
Trzy krzyże na cokołach
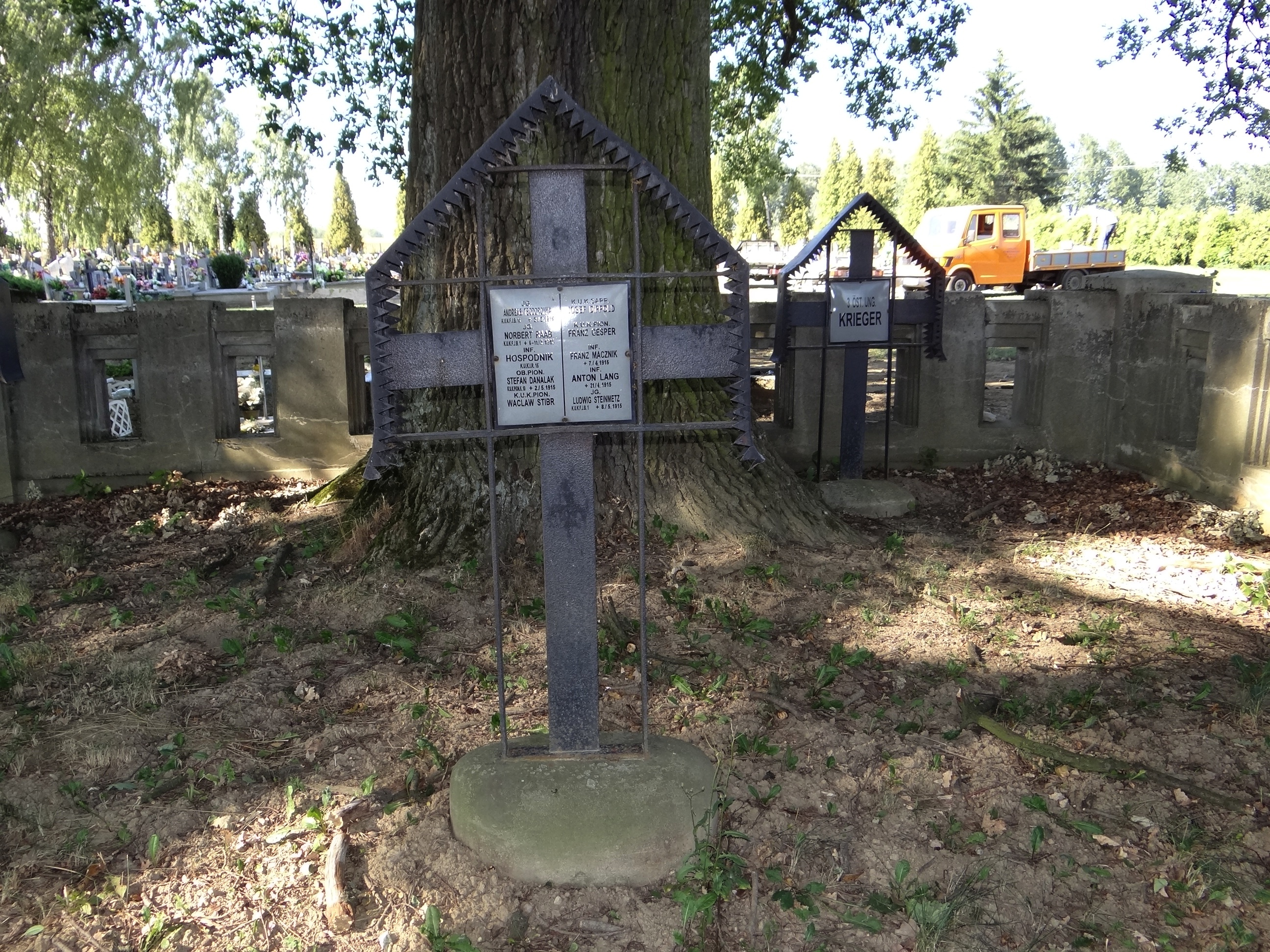
Jedna ze stel
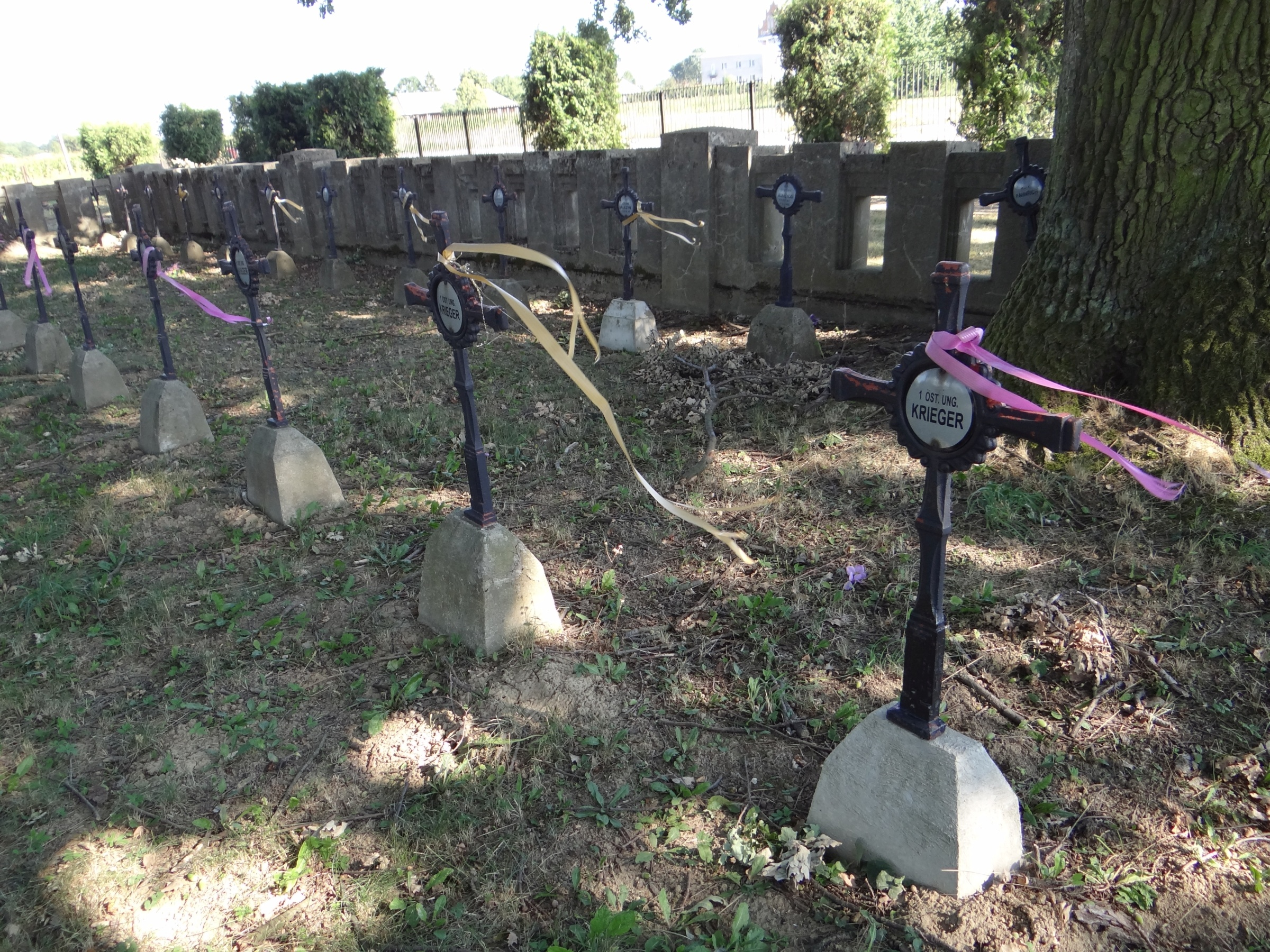
Ogólny widok
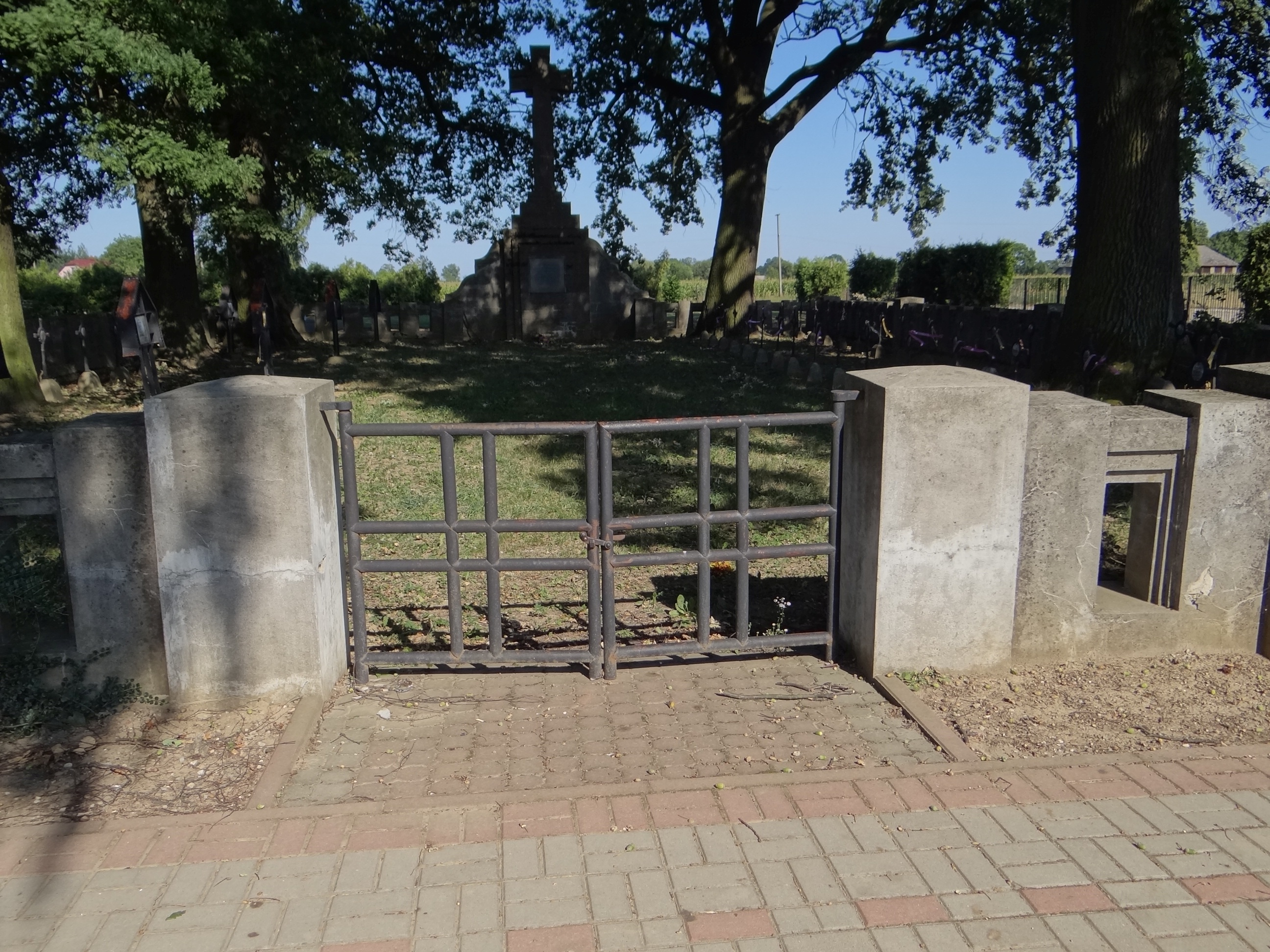